# Исторические кварталы Л’Акуилы
Исторические кварталы Л’Акуилы (итал. Quarti dell'Aquila) — четыре городских квартала итальянского города Л’Акуила (Л’Аквила), основанные в 1276 году Луккезино да Фьеренце, городским капитаном, по образцу муниципалитетов Тосканы, уроженцем которой он был. С тех пор два района находятся на западе города, со стороны древнего Амитернума (руины которого расположены в нескольких километрах к западу от Л’Аквилы), а два других на востоке, со стороны древнего Форкона. Все четыре квартала имеют свои цвета, гербы и знамёна.

## История
Исторически Л’Акуила была разделена на две части и по языковому признаку: амитернцы говорили на сабинском диалекте, форконцы на диалекте южно-итальянском.
Особенностью кварталов Л’Aкуилы было то, что границы их проходили не только внутри города, но распространялись на окрестности за городскими стенами. Каждый квартал был привязан к главному замку и приходу с главной церковью: Сан-Пьетро был привязан к церкви Сан-Пьетро-а-Коппито и к замку Коппито, Санта-Мария к церкви Санта-Мария-Паганика и к замку Паганика, Сан-Джованни к церкви Сан-Джованни (ныне Сан-Марчиано) и к замку Луколи, Сан-Джорджо к церкви Сан-Джорджо (ныне Сан-Джусто) и к замку Баццано.
Каждая община в городе занимала территорию, закреплённую за главным замком, главной церковью в честь святого замка, площадью и фонтаном. Общей для всех кварталов была Соборная площадь (она же Рыночная).
Каждый квартал получил свой флаг и герб, а с 1320 года и свой цвет: синий у Сан-Пьетро, серебряный у Санта-Марии, зелёный у Сан-Джорджо и золотой у Сан-Джованни.

## Описание

### Квартал Сан-Пьетро
Квартал Сан-Пьетро «амитернский» и занимает северо-западную часть Л’Акуилы. Он является одним из самых густонаселенных кварталов города. Здесь проживали патрицианские рода Гальоффи, Кампонески и Претатти. Квартал тянется вдоль улицы Вия Рома. Его главной достопримечательностью является церковь Святого Доминика, построенная на одном из самых высоких холмов в городе. На этом месте когда-то стоял королевский дворец, который Карл II Анжуйский, король Неаполя отдал под монастырь монахам-доминиканцам. Храм построили мастера из Прованса, о чём свидетельствует оригинальный фасад и боковой портал. Во время землетрясения 1703 года обрушилась крыша церкви, был уничтожен интерьер и погибли 600 человек. Внутреннее убранство церкви восстановили в XVIII веке.
Главная церковь квартала в честь Святого Петра стоит на площади Пьяцца Сан-Пьетро, на которой находится фонтан. Возведённый в XIII веке, храм представляет собой классический образец местной романской архитектуры. Он несколько раз разрушался во время землетрясений и перестраивался. Особенно сильные повреждения храм получил при землетрясении 2009 года.
Герб квартала: на синем фоне дерево с зелёной кроной на зелёном лугу, на дереве птица. Замки, вошедшие в квартал: Арискья, Барете, Каньяно, Кансатесса, Кашина, Колле-Претара, Коллебринчони, Коппито, Форчелла, Петтино, Пиле, Пиццоли, Претуро, Поцца, Сантанца, Санта-Барбара, Сан-Марко, Сан-Витторино.

### Квартал Санта-Мария
Квартал Санта-Мария «форконский» и занимает северо-восточную часть Л’Акуилы. Это единственный квартал, не имеющий выхода к Соборной площади, где расположен собор Святых Георгия и Максима архиепархии Л’Акуилы. Он включает Дворцовую площадь с ратушей. Городская стена в квартале имеет пять ворот, с запада на восток расположены Порта Бранкония, Порта Паганика (разрушены), Порта Кастелло, Порта Леони и Порта Баццано.
Главная церковь квартала в честь Пресвятой Девы Марии стоит на самой высокой точке города. Храм перестраивался и восстанавливался после землетрясений 1703 и 2009 годов.
В квартале сохранилось много средневековых зданий, таких как церковь Сан-Сильвестро, дворец Ардингелли, дворец Антинори, дворец Колантони и дом Буччо-ди-Раналло.
В 1534 году большая часть квартала была полностью разрушена, для возведения Испанской крепости. Внушительное здание было построено испанцами в отместку горожанам за поддержку французов. Рядом находится базилика Святого Бернардина, построенная в XV веке с фасадом в стиле ренессанс и интерьером в стиле барокко, появившимся после землетрясения 1703 года. Здесь покоятся мощи святого Бернардина Сиенского.
Герб квартала: на белом фоне голова мавра с розой во рту. Замки, вошедшие в квартал: Ассерджи, Араньо, Баришано, Боминако, Камарда, Капорчано, Чивитаретенга, Коллепьетро, Филетто, Джиньяно, Навелли, Паганика, Пескомаджоре, Поджо-Пиченце, Сан-Бенедетто-ин-Периллис, Сан-Деметрио, Сант-Элиа, Сан-Джакомо, Сан-Грегорио, Сан-Никандро, Сан-Пио-делле-Камере, Темпера.

### Квартал Сан-Джорджо
Квартал Сан-Джорджо «форконский» и занимает юго-восточную часть Л’Акуилы. На его территории находится средневековый переулок Коста-Машарелли, проходящий по крутой части исторического центра города, от Соборной площади в Порта Баццано. Параллельно ему тянется улица Корсо Федерико II, проложенная в XV веке от Соборной площади до ворот Порта Наполи.
В почти в центре квартала на площади стоит главная церковь в честь Святого Иуста, первоначально освященная в честь Святого Георгия, откуда происходит и название всего квартала. Храм был построен в XIV веке, имеет поразительный фасад из тесаного камня с порталом в романском стиле и величественным розоном, богатого декорированным изображением цветов и людей.
В квартале расположены дворец Бономо-Хименес, дворец Драгонетти и дворец Ченти. На юге квартала находятся несколько городских парков и городская вилла. За городской стеной стоит базилика Санта-Мария-ди-Коллемаджо.
Герб квартала: красный крест на серебряном фоне. Замки, вошедшие в квартал: Баньо, Чивита-ди-Баньо, Баццано, Беффи, Кампана, Фаньяно, Фосса, Гориано, Валли-Монтиккьо, Окре, Пьянола, Рокка-ди-Меццо, Рокка-ди-Камбио, Сант-Эузанио-Форконезе, Стиффе, Тьоне, Вилла-Сант-Анджело.

### Квартал Сан-Джованни
Квартал Сан-Джованни «амитернский» и занимает юго-западную часть Л’Акуилы. На его территории находится Борго-Ривера, единственный пригород, сохранивший средневековый колорит. Он тянется вдоль переулка от Колле-Сан-Джованни до ворот Порта Ривера, справа от реки Атерно.
Здесь находится монументальный фонтан с 99 ключами-источниками, символизирующий основание города. Ранее эта местность называлась Аккули из-за обилия воды.
В квартал входят западные окрестности Соборной площади, где находится главная церковь XIV века, освящённая в честь Святого Маркиана, которая заменила разрушенную во время землетрясения церковь Сан-Джованни-ди-Луколи в честь Святого Иоанна. На крайнем западе квартала внутри стен города находится городской вокзал.
Герб квартала: на голубом фоне две золотые полосы по диагонали между которыми две золотые звезды. Замки, вошедшие в квартал: Борго-Ривера, Контрада-Кавалли, Чивитатомасса, Луколи, Рокка-ди-Комо, Ройо, Сасса, Скоппито, Торнимпарте, Ветойо, Вильяно.